# Stanisław Pozowski
Stanisław Pozowski herbu Dębno (zm. przed 12 lipca 1604 roku) – pisarz ziemski sandomierski w latach 1585–1604.
Poseł województwa sandomierskiego na sejm 1576/1577 roku, sejm 1585 roku, sejm koronacyjny 1587/1588 roku.
Był wyznawcą kalwinizmu. 